# Ankatsakatsa Sud
Ankatsakatsa Sud is een plaats en commune in het zuiden van Madagaskar, behorend tot het district Morombe, dat gelegen is in de regio Atsimo-Andrefana. Tijdens een volkstelling in 2001 telde de plaats 7.040 inwoners.